# Biển Halmahera
Biển Halmahera là một biển khu vực nằm tại trung tâm phần phía đông của biển Mediterranean Australasia. Trung tâm của nó vào khoảng 1° vĩ nam, 129° kinh đông và có ranh giới với phần biển khơi của Thái Bình Dương ở phía bắc, đảo Halmahera ở phía tây, các đảo Waigeo cùng Irian Jaya ở phía đông và biển Ceram ở phía nam. Nó bao phủ diện tích khoảng 95.000 km² và địa hình của nó bao gồm một số bồn địa (lòng chảo) cũng như sống biển tách rời, với bồn địa chủ yếu trong số này là bồn địa Halmahera đạt độ sâu tới 2.039 m.